# Anabolizam
Anabolizam ili biosinteza (grčki: ana = prema gore, uvis + ballein = baciti) je niz metaboličkih puteva koji formiraju velike, složene kemijske spojeve počevši od manjih jedinica. Anaboličke reakcije zahtijevaju energiju, koju uglavnom dobivaju od adenozin trifosfata (ATP) prethodno proizvedenog u kataboličkim reakcijama. Anabolizam se dakle napaja kataboličkim procesima, stoga ova dva aspekta metabolizma djeluju koordinirano i u kontinuitetu koji je teško strogo razlučiti.
Anabolički procesi teže izgradnji tkiva i organa. Ovi procesi dovode do rasta i diferencijacije stanica i povećanja veličine tijela, što je proces koji pretpostavlja sintezu složenih makromolekula. Primjeri anaboličkih procesa su rast i mineralizacija kostiju i povećanje mišićne mase.
Na temelju proizvedenih biomolekula, anabolizam se može podijeliti na sljedeće vrste:
- Duplikacija dezoksiribonukleinske kiseline (DNK)
- Biosinteza ribonukleinske kiseline (RNK)
- Sinteza bjelančevina od aminokiselina
- Sinteza ugljikohidrata
- Sinteza lipida iz katabolizma ugljikohidrata
- Fotosinteza